# Jean Barthelemy Perrier
Pour l’article homonyme, voir Perrier.
Jean Barthelemy Perrier ou Jean Perrier est un chef décorateur de cinéma, né le 31 août 1884 à Paris et mort le 26 novembre 1942  à Joinville-le-Pont (alors Seine, désormais Val-de-Marne).

## Filmographie
- 1923 : Gossette de Germaine Dulac
- 1924 : Le Miracle des loups
- 1926 : Belphégor, Le Capitaine Rascasse, Le Joueur d'échecs
- 1927 : Poker d'as
- 1930 : Tarakanova
- 1930 : Faubourg Montmartre
- 1930 : La Fin du monde
- 1931 : Les Croix de bois, Les Frères Karamazov
- 1934 : Les Misérables de Raymond Bernard
- 1934 : Golgotha, Tartarin de Tarascon
- 1935 : Amants et Voleurs
- 1936 : Anne-Marie, Le Coupable
- 1937 : Désiré, La Marseillaise, Marthe Richard, au service de la France, Les Perles de la couronne, Quadrille
- 1938 : L'Ange que j'ai vendu, J'étais une aventurière
- 1939 : Battement de cœur, Le monde tremblera, Les Otages
- 1940 : Volpone
- 1941 : Pension Jonas, Premier Rendez-vous
- 1942 : L'Appel du bled, Le journal tombe à cinq heures, Marie-Martine, Secrets